# جريدة مستعمرة عدن
جريدة مستعمرة عدن (بالإنجليزية: Aden Colony Gazette)‏ (عقد 1930 إلى 1963) هي جريدة رسمية سابقة تابعة لمستعمرة عدن، كانت تنشر في مدينة عدن. توقفت عن الصدور في 1963 بقيام ثورة 14 أكتوبر.